# Katien
Stratigraphie
Sandbien Hirnantien
Le Katien est le second des trois étages géologiques de l'Ordovicien supérieur ou Bala, dans l'ère Paléozoïque.
Il s'étend de 453,0 ± 0,7 à 445,2 ± 1,4 Ma.
Le Katien succède au Sandbien et est, pour sa part, suivi par l'Hirnantien.

## Nom et histoire
Le nom du Katien provient du désormais asséché lac Katy, dans l'Oklahoma (États-Unis), qui se trouve environ à deux kilomètres au sud-ouest du Point Stratotypique Mondial (PSM) (ou Global Boundary Stratotype Section and Point (GSSP)) définissant cet étage.
Ce nom fut d'abord proposé en 2006 par un groupe scientifique formé autour de la personnalité de Stig Bergström.
On peut aussi mentionner que le Katien correspond aussi environ à une durée temporelle s'étendant du Caradocien supérieur à l'Ashgillien ancien, ces deux termes n'étant pas utilisés dans l'échelle stratigraphique internationale.

## Environnements du Katien
Le Katien est un étage de transition entre une période où les masses continentales étaient très dispersées et où régnait un climat chaud, et une période froide qui débute au cours du Katien et va culminer avec la glaciation hirnantienne provoquée par la migration du super-continent du proto-Gondwana vers le pôle sud.
Au cours du Katien, les environnements marins et leurs habitats vont considérablement évoluer. La partie inférieure du Katien appartient encore à une période de forte biodiversification et radiation évolutive ayant débuté à la base de l'Ordovicien et appelée Grande biodiversification ordovicienne, tandis que la partie supérieure de l'étage enregistre les premières phases de refroidissement puis de glaciation qui vont conduire à l'extinction massive de l'Ordovicien-Silurien.

## Définition et GSSP
| Silurien                                            | Llandovérien | Rhuddanien  | plus récent    |
| Ordovicien                                          | supérieur    | Hirnantien  | 445.2 – 443.1  |
| Ordovicien                                          | supérieur    | Katien      | 452.8 – 445.2  |
| Ordovicien                                          | supérieur    | Sandbien    | 458.2 – 452.8  |
| Ordovicien                                          | moyen        | Darriwilien | 469.4 – 458.2  |
| Ordovicien                                          | moyen        | Dapingien   | 471.3 – 469.4  |
| Ordovicien                                          | inférieur    | Floien      | 477.1 – 471.3  |
| Ordovicien                                          | inférieur    | Trémadocien | 486.85 – 477.1 |
| Cambrien                                            | Furongien    | Étage 10    | plus ancien    |
| Subdivision de l'Ordovicien selon l'ICS, août 2018. |              |             |                |

La limite inférieure du Katien correspond à la première date d'apparition (First appearance datum, FAD) de l'espèce de graptolite Diplacanthograptus caudatus
et coïncide également avec la limite inférieure de ce que l'on appelle la Guttenberg carbon-13 isotope excursion (GICE), qui est un mouvement observable à l'échelle mondiale dans les taux de l'isotope Carbone 13.
La limite supérieure est définie par la première date d'apparition de l'espèce de graptolite Normalograptus extraordinarius. Elle correspond aussi avec la base d'un grand écart de fluctuation dans le taux de l'isotope Carbone 13 et avec le début d'un abaissement assez marqué du niveau de la mer qui, s'arrête ensuite à cause d'une grande glaciation.
Le profil de référence (GSSP), de coordonnées 34° 25′ 49,74″ N, 96° 04′ 28,38″ O, pour le Katien est la coupe de Black Knob Ridge, à peu près cinq kilomètres au nord-est d'Atoka (Oklahoma, États-Unis),.